# کنچی سوزوکی
کنچی سوزوکی (انگلیسی: Kenichi Suzuki؛ زادهٔ ۱۶ فوریهٔ ۱۹۶۹) کشتی‌گیر اهل ژاپن بود.